# Tamames
Tamames est une commune de la province de Salamanque dans la communauté autonome de Castille-et-León en Espagne ; à ne pas confondre avec le coureur cycliste Agustin Tamames

## Histoire
Le 18 octobre 1809, la ville est le théâtre de la bataille de Tamames.

### Sources
- (es) Cet article est partiellement ou en totalité issu de l’article de Wikipédia en espagnol intitulé « Tamames » (voir la liste des auteurs).